# 靈丘公園體育館站
靈丘公園體育館站（日语：／ Reikyūkōentaiikukan eki */?）是位於長崎縣島原市弁天町二丁目，島原鐵道的島原鐵道線車站。

## 車站構造
車站是一座地面車站，設有1面1線的單式月台。在月台上設有車站大樓。此站是無人車站。在島原港站以南的南目線廢止前，此站是有人車站。此站沒有自動售票機。

## 車站周邊

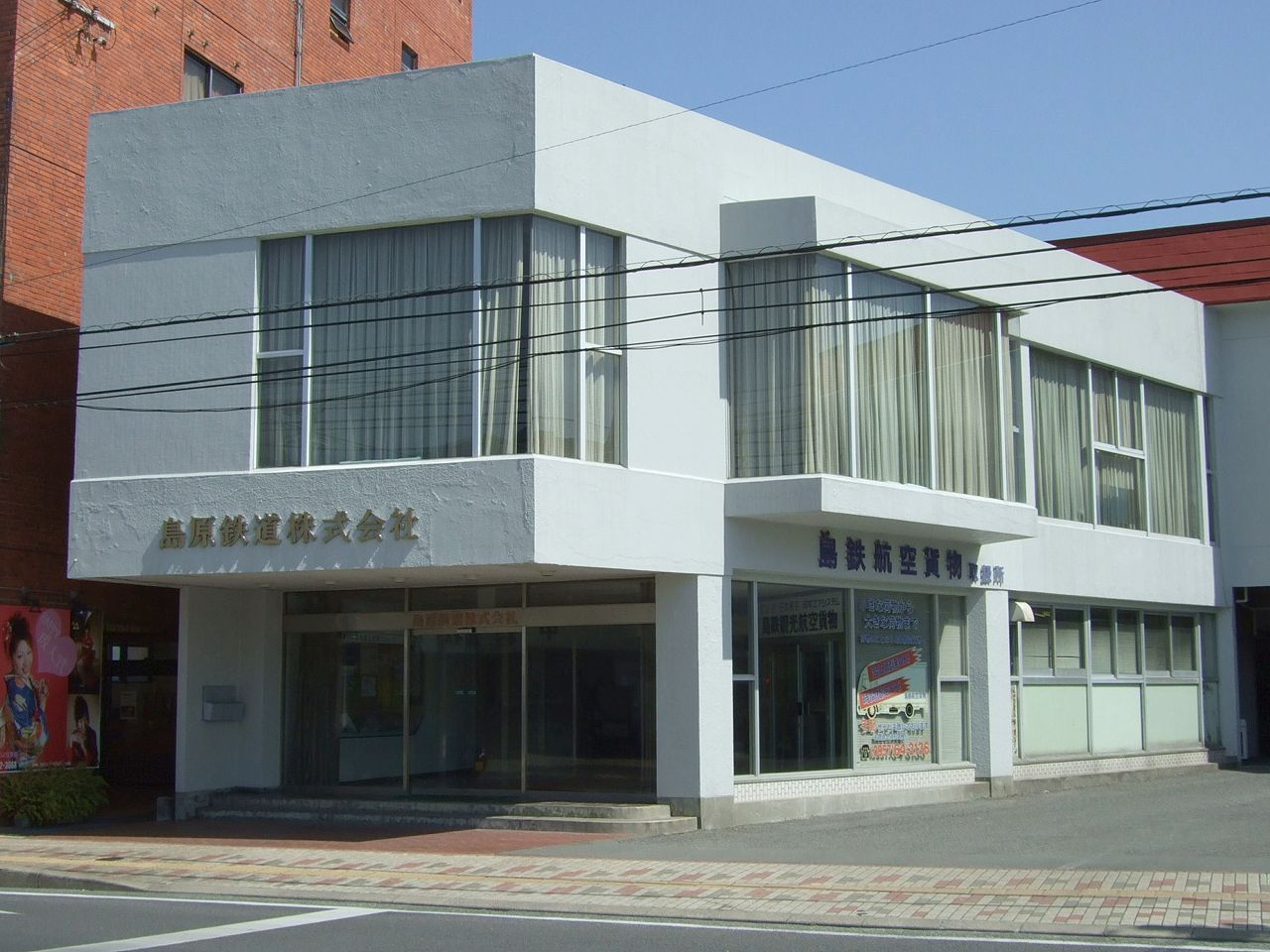
島原鐵道總部

車站附近較住宅，也有較多商店。
- 島鐵巴士總站（日语：島鉄バスターミナル）
- 島原市體育館
- 島原稅務署
- 島原幼稚園
- 島原郵局（日语：島原郵便局）
- 靈丘神社（日语：霊丘神社）
- 靈丘公園
  - 島原市立有馬武道館
  - 島原市靈丘公園體育館、弓道場
  - C12形蒸氣機車靜態保存。

## 利用狀況
在2017年度的一年總乘車人次為16,609人，下車人次為18,023人。
以下為近年一年總乘車人次和下車人次變化。在2008年，島原港站至加津佐站之間廢止後，使用人次人幅下跌。
| 年度               | 一年總 乘車人次 | 一年總 下車人次 |
| ------------------ | --------------- | --------------- |
| 2000年（平成12年） | 47,954          | 41,247          |
| 2001年（平成13年） | 45,495          | 39,856          |
| 2002年（平成14年） | 42,610          | 39,397          |
| 2003年（平成15年） | 44,311          | 38,996          |
| 2004年（平成16年） | 39,920          | 36,265          |
| 2005年（平成17年） | 42,174          | 37,446          |
| 2006年（平成18年） | 39,743          | 35,135          |
| 2007年（平成19年） | 37,073          | 33,386          |
| 2008年（平成20年） | 16,754          | 18,871          |
| 2009年（平成21年） | 16,136          | 16,704          |
| 2010年（平成22年） | 19,018          | 18,799          |
| 2011年（平成23年） | 21,308          | 20,947          |
| 2012年（平成24年） | 20,869          | 20,476          |
| 2013年（平成25年） | 21,295          | 20,414          |
| 2014年（平成26年） | 20,276          | 19,978          |
| 2015年（平成27年） | 21,639          | 20,704          |
| 2016年（平成28年） | 18,762          | 20,030          |
| 2017年（平成29年） | 16,609          | 18,023          |

## 歷史
- 1984年（昭和59年）11月12日 - 島鐵本社前站（日语：／）啟用。
- 2008年（平成20年）4月1日 - 成為無人車站。
- 2019年（令和元年）10月1日 - 車站改名為靈丘公園體育館站。

## 相鄰車站
島原鐵道
■島原鐵道線
急行、普通
島原－靈丘公園體育館－島原船津

## 注腳
1. ↑  第66版（令和元年）長崎県統計年鑑 （页面存档备份，存于）（日語） - 長崎縣
2. ↑  長崎縣統計年鑑  （页面存档备份，存于）（日語），2020年9月5日參閲

## 外部連結
- 靈丘公園體育館站 - 島原鐵道 （页面存档备份，存于）（日語）